# Кэпон (станция метро)
«Кэпон» (кор. 개봉역 (서울한영대)) — наземная станция Сеульского метро на Первой (Линия Кёнкин) линии. Второе название станции Богословский университет Ханёун
Станция представлена двумя островными платформами. Обслуживается Корейской национальной железнодорожной корпорацией (Korail). Расположена в квартале Кэпондон района Куро города Сеул (Республика Корея). На станции установлены платформенные раздвижные двери.
На Первой линии поезда Кёнвон экспресс (GWː Gyeongwon) и Кёнкин экспресс (GI: Gyeongin) обслуживают станцию; Кёнбусон красный экспресс (GB: Gyeongbu red express) и Кёнбусон зелёный экспресс (SC: Gyeongbu green express) не обслуживают станцию. На станции установлены платформенные раздвижные двери.
Пассажиропоток — на 1-й линии 48 809 чел/день (на 2013 год).